# United States Naval Special Warfare Command

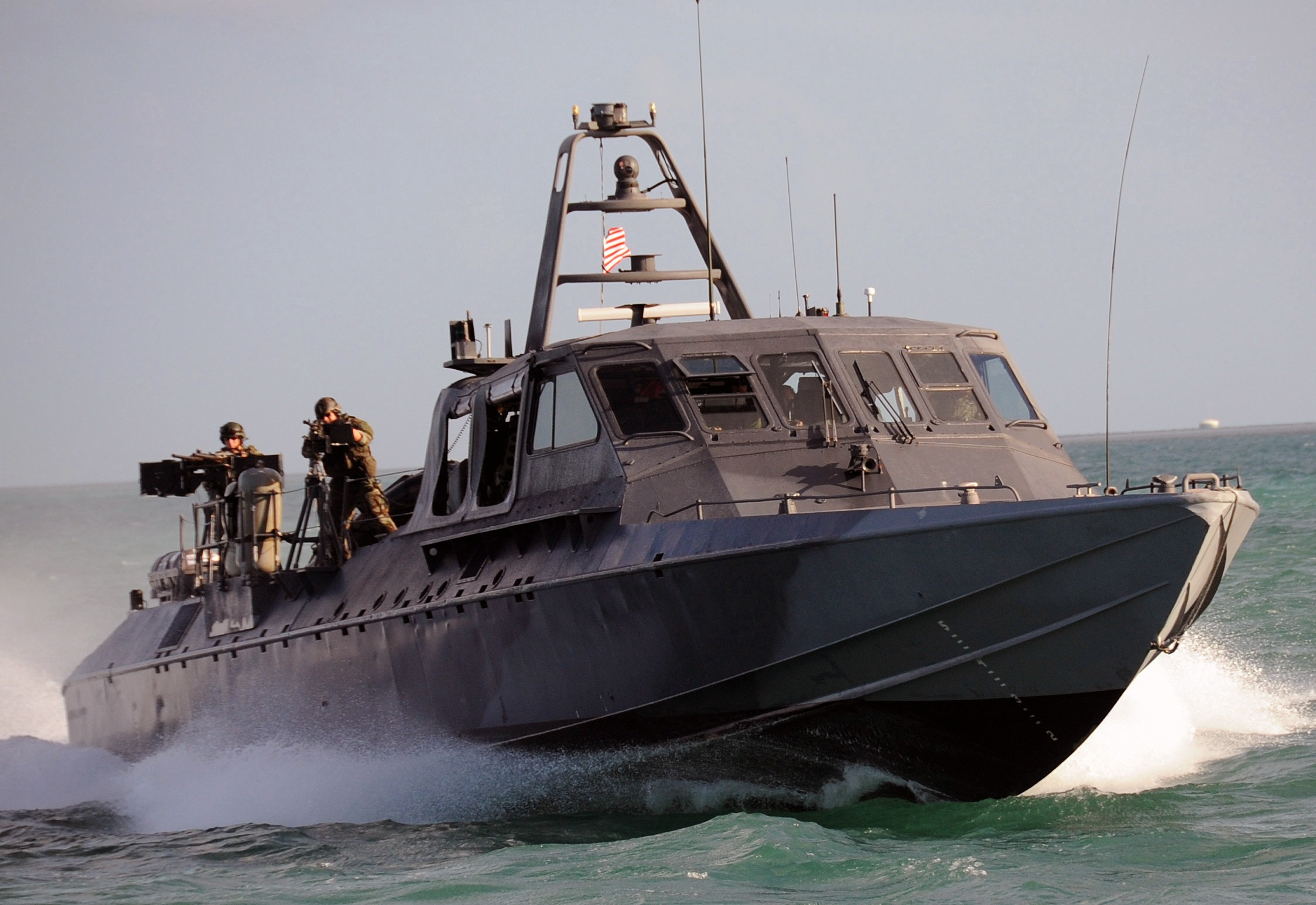
Pattugliatore Mark V

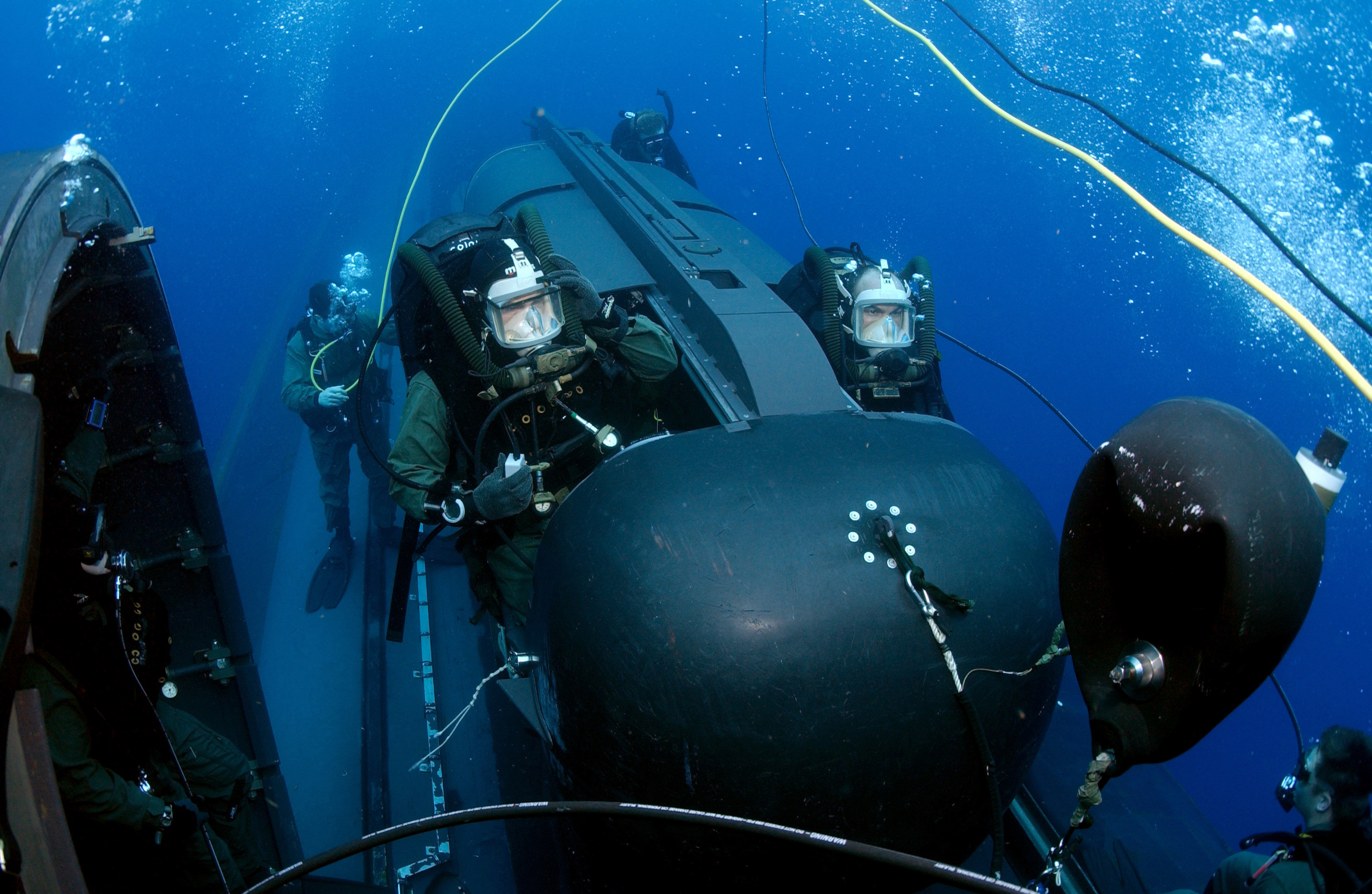
SDV Mark VIII

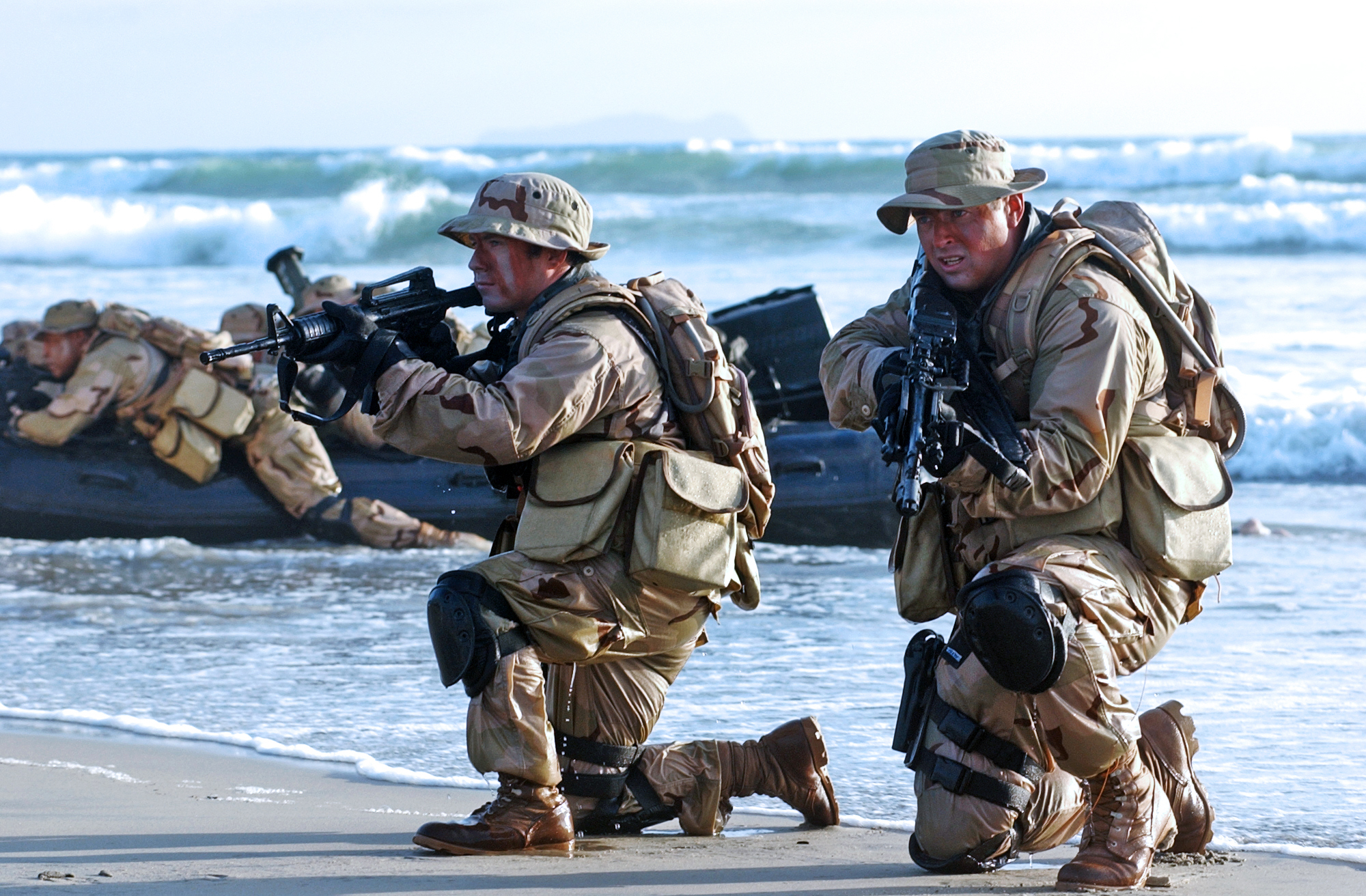
Navy SEALs

Lo United States Naval Special Warfare Command (NSWC) è un comando dell'U.S. Navy responsabile di tutte le sue unità speciali. È la componente navale dello United States Special Operations Command, il comando unificato responsabile della supervisione e della conduzione delle operazioni e delle missioni speciali USA.
Il suo quartier generale è situato presso la base di Coronado in California.

## Storia
Originario delle unità navali non convenzionali formate durante la seconda guerra mondiale, il Comando è stato istituito il 16 aprile 1987 presso la base anfibia navale di Coronado a San Diego, in California.
La sua missione è fornire coordinamento, guida dottrinale, risorse e supervisione alle operazioni speciali svolte in ambienti marittimi e costieri. Infatti è specializzato in un'ampia gamma di aree tattiche, tra cui guerra non convenzionale, azione diretta, antiterrorismo, ricognizione speciale e recupero del personale.

## Missione
Il NSWC è organizzato principalmente attorno a otto squadre di Navy SEAL, tre squadre speciali di imbarcazioni e vari comandi di supporto, per un totale di circa 9.200 persone.  Le unità possono operare in modo indipendente, o come parte delle forze speciali statunitensi.  Gruppi di battaglia in portaerei della Marina e gruppi pronti anfibi, o integrati con altre forze per operazioni speciali.  Tramite navi, sottomarini e strutture estere della US Navy, le forze NSWC possono essere schierate rapidamente quasi ovunque nel mondo.
SEAL Teams
I SEAL Teams sono forze da combattimento multifunzionali, addestrate, organizzate ed equipaggiate per pianificare, eseguire e supportare missioni speciali in una varietà di ambienti operativi. I commando svolgono azioni dirette, guerra non convenzionale, difesa interna da minacce straniere, ricognizione speciale e antiterrorismo principalmente in ambienti marittimi e rivieraschi, riferiti rispettivamente come blue water e brown water. Le operazioni inoltre includono sabotaggio, demolizione, raccolta di informazioni, ricognizione idrogeografica, addestramento ed allerta alle forze militari alleate nella conduzione di operazioni navali e speciali congiunte. Ogni SEAL team è formato da 10 plotoni più un piccolo gruppo di supporto di circa 20 persone. Ogni plotone ha assegnati 16 SEALS divisi in due squadre.
SEAL Delivery Vehicle Teams
I SEAL Delivery Vehicle Teams sono unità specializzate che forniscono ai SEAL qualsiasi cosa di cui hanno bisogno per eseguire la loro missione. Operano con i mini sottomarini MK VIII in grado di portare i commando il più vicino possibile al loro bersaglio senza essere individuati partendo da sottomarini d'attacco o navi di superficie fino ad almeno 3,2 km dalla loro destinazione.
Special Boat Teams
Gli Special Boat Teams eseguono pattugliamenti vicino alle coste o lungo i fiumi con pattugliatori o piccole imbarcazioni altamente efficienti. Non si stratta di SEAL ma di personale di marina addestrato che lavorano al loro fianco, rilasciandoli per le loro missioni e recuperarli alla fine. Il personale esegue un addestramento di 22 settimane per raggiungere la qualifica di SWCC (Special Warfare Combatant-Craft Crewmember - Equipaggio di mezzi da combattimento per le guerre speciali).
NSW Unit
Le NSW Unit sono piccoli centri di comando che controllano elementi situati fuori dagli Stati Uniti continentali e forniscono supporto ad altre unità dell'NSW assegnate ai comandi di teatro delle Forze Speciali o a specifiche forze navali.

## Organizzazione[1]
- Naval Special Warfare Group One - Naval Base Coronado, California
  -  SEAL Team 1 - area di responsabilità Pacifico occidentale, specializzata in ambiente urbano, desertico e nella giungla
  -  SEAL Team 3 - area di responsabilità Medio Oriente, specializzata in ambiente urbano e desertico
  -  SEAL Team 5 - area di responsabilità penisola coreana, specializzata in ambiente artico, desertico e urbano
  -  SEAL Team 7 - area di responsabilità Pacifico occidentale, specializzata in ambiente urbano, giungla e deserto
  - Logistic Support Unit One
  - NSW Unit 1 - Base Guam
  - NSW Unit 3 ASU - Base Bahrein
- Naval Special Warfare Group Three - Naval Base Coronado, California
  - SEAL Delivery Vehicle (SDV) Team 1 - Base Pearl City, Hawaii
  - Logistic Support Unit Three - Base Pearl City, Hawaii
  - SEAL Delivery Vehicle (SDV) Det.1 - Base Little Creek, Virginia
- Naval Special Warfare Group Eleven (Naval Reserve) - Naval Base Coronado, California
  - SEAL Team 17
  - SEAL Team 18 - Base Little Creek, Virginia
- Naval Special Warfare Group Two - Base Little Creek, Virginia
  -  SEAL Team 2 - area di responsabilità Europa settentrionale, specializzata in ambiente urbano e desertico
  -  SEAL Team 4 - area di responsabilità America centrale e meridionale, specializzata in ambiente urbano e desertico
  -  SEAL Team 8 - area di responsabilità Mar Mediterraneo ed Europa meridionale, specializzata in ambiente urbano e desertico
  -  SEAL Team 10 - area di responsabilità Mar Mediterraneo ed Europa meridionale, specializzata in ambiente urbano e desertico
  - Logistic Support Unit Two
  - NSW Unit 2 - Base Stoccarda, Germania - area di responsabilità Europa
  - Unit 2 Det. South
  - NSW Unit 10 - Base Stoccarda, Germania - area di responsabilità Africa
- Naval Special Warfare Group Four - Base Little Creek, Virginia
  - Special Boat Team 12 - Naval Base Coronado, California, area di responsabilità Oceano Pacifico e Medio Oriente, specializzata in ambiente marittimo e costiero
  - Special Boat Team 20 - area di responsabilità Europa, Mar Mediterraneo e Medio Oriente, specializzata in ambiente marittimo e costiero
  - Special Boat Team 22 - Stennis, Mississippi, specializzata in ambiente rivierasco
  - Naval Small Craft Instruction and Technical Training School (NAVSCIATTS) - Stennis, Mississippi
- Naval Special Warfare Group Ten - Base Little Creek, Virginia
  - Support Activity 1 - Naval Base Coronado, California
  - Support Activity 2 - Base Little Creek, Virginia
  - Mission Support Center - Naval Base Coronado, California
- Naval Special Warfare Center - Naval Base Coronado, California
  - Basic Training Course - Naval Base Coronado, California
  - Detachment Great Lakes
  - Advanced Training Course - Imperial Beach, California
    - Detachment Panama City
    - Detachment Key West
    - Detachment Hawaii
    - Detachment Little Creek
    - Detachment Hurlburt
    - Detachment Yuma
    - Detachment Kodiak
- Development Group (DEVGRU) - Base Dam Neck, Virginia

### Development Group (DEVGRU)
Sebbene la missione ufficiale del DEVGRU sia quella di testare, valutare e sviluppare tecnologie correnti ed emergenti e sviluppare inoltre tattiche marittime, terrestri ed aerotrasportate, il Naval Special Warfare Development Group, erede del SEAL Team 6, è un'unità anti-terrorismo di elite costituita da SEAL selezionati dagli altri SEAL Team esistenti, la cui reale funzione e struttura organizzativa rimane tuttavia classificata. Il DEVGRU è considerato il primo livello di unità per le missioni speciali al pari della Delta Force dell'U.S. Army. È sotto il diretto controllo operativo del JSOC.
Il DEVGRU è organizzato in quattro Tactical Development and Evaluation Squadron. Ogni squadra può contenere circa 50 operatori ed  è a sua volta suddivisa in 3 truppe. Ogni truppa è suddivisa in team di assaltatori e cecchini. Inoltre è presente un Explosive Ordnance Disposal Tactical Development and Evaluation Squadron. Sarebbe presente anche una squadra specializzata nell'eseguire operazioni di spionaggio clandestino, effettuato prima di ogni azione di un SEAL Team. Solitamente opera con l'appoggio delle ambasciate americane in zone calde del mondo, dalle quali riceve in maniera segreta armamenti e materiale logistico.